# Australoconops unicinctus
Australoconops unicinctus är en tvåvingeart som först beskrevs av Krober 1939.  Australoconops unicinctus ingår i släktet Australoconops och familjen stekelflugor. Inga underarter finns listade i Catalogue of Life.